# Calciatore sudamericano dell'anno 1978
Il premio di calciatore sudamericano dell'anno per il 1978 fu assegnato a Mario Kempes, calciatore argentino del Valencia.

## Classifica
| Pos. | Calciatore            | Naz.      | Club            | Punti |
| ---- | --------------------- | --------- | --------------- | ----- |
| 1.   | Mario Kempes          | Argentina | Valencia        | 78    |
| 2.   | Ubaldo Fillol         | Argentina | River Plate     | 59    |
| 3.   | Dirceu                | Brasile   | América         | 48    |
| 4.   | Daniel Passarella     | Argentina | River Plate     | 29    |
| 5.   | Teófilo Cubillas      | Perù      | Alianza Lima    | 19    |
| 6.   | Elías Figueroa        | Cile      | Palestino       | 7     |
| 7.   | Ricardo Bochini       | Argentina | Independiente   | 6     |
| 8.   | César Cueto           | Perù      | Alianza Lima    | 5     |
| 9.   | Rivelino              | Brasile   | Fluminense      | 4     |
| 10.  | Osvaldo Ardiles       | Argentina | Tottenham       | 3     |
| 11.  | Zico                  | Brasile   | Flamengo        | 2     |
| 11.  | Émerson Leão          | Brasile   | Palmeiras       | 2     |
| 11.  | Pelé                  | Brasile   | N.Y. Cosmos     | 2     |
| 14.  | Alfredo de los Santos | Uruguay   | Nacional        | 1     |
| 14.  | Leopoldo Luque        | Argentina | River Plate     | 1     |
| 14.  | Alberto Tarantini     | Argentina | Birmingham City | 1     |
| 14.  | Willington Ortiz      | Colombia  | Millonarios     | 1     |
| 14.  | Fernando Morena       | Uruguay   | Peñarol         | 1     |